# Električni dipolni moment
Električni dipolni moment (oznaka pe) je fizikalna količina, ki označuje električni dipol. Električni dipolni moment je vektorska količina, katere velikost je enaka produktu pozitivnega naboja in razdalje med nabojema, usmerjen pa je v smeri od negativnega proti pozitivnemu naboju.
Mednarodni sistem enot določa za električni dipolni moment sestavljeno enoto As m. Za navajanje električnih dipolnih momentov molekul pa se uporablja tudi mnogo manjša enota debye:
1 debye = 3,3336 · 10-30 As m.

## Električni dipolni moment nekaterih molekul
Električni dipolni moment večine molekul leži v območju 0-12 debye.
| Molekula | pe (Debye) |
| NaCl     | 8,5        |
| CsCl     | 10,42      |
| KF       | 8,6        |
| KCl      | 10,27      |
| KBr      | 10,41      |
| KJ       | 9,24       |
| HF       | 1,9        |
| HCl      | 1,03       |
| HBr      | 0,74       |
| HJ       | 0,38       |
| H2O      | 1,844      |
| H2S      | 0,92       |
| NH3      | 1,46       |
| PF3      | 1,025      |